# Kappa Mikey
"Kappa Mikey" és el títol d'una sèrie dels Estats Units creada per Larry Schwarz i emesa originalment el 2006 per la cadena Nicktoons en format HDTV.

## Repartiment

### Actors principals
- Michael Sinterniklaas - Mikey
- Kether Donohue - Lily
- Carrie Keranen - Mitsuki
- Sean Schemmel - Gonard
- Gary Mack - Guano
- Stephen Moverly - Ozu
- Jesse Adams - Yes Man / Yoshi